# Willem Ruska
Willem (Wim) Ruska (* 29. August 1940 in Amsterdam, Noord-Holland; † 14. Februar 2015 in Hoorn) war ein niederländischer Judoka und zweifacher Olympiasieger.
Er begann mit seiner Judo-Karriere im Alter von 20 Jahren und reiste nach Japan, um von den japanischen Meistern gelehrt und trainiert zu werden. Als Nachfolger von Anton Geesink holte er für die Niederlande
bei den Judo-Weltmeisterschaften zweimal die Goldmedaille im Schwergewicht, 1967 in Salt Lake City und 1971 in Ludwigshafen, und gewann die WM-Silbermedaille 1969 in Mexiko-Stadt. Im Weiteren gewann er in seiner Karriere sieben Europameisterschaften und zehn niederländische Titel. 1970 verlor er überraschend im Finale bei den Judo-Europameisterschaften in Ost-Berlin gegen Klaus Hennig.
Bei den Olympischen Sommerspielen 1972 in München gewann er zwei Goldmedaillen im Schwergewicht und in der offenen Klasse. Er ist damit der einzige Judoka, der bei denselben Spielen zwei Goldmedaillen gewinnen konnte. Nach den Spielen trat er zurück.
2001 erlitt Ruska einen schweren Schlaganfall, der ihn körperlich beeinträchtigte. Er starb 74-jährig im Februar 2015.